# کاتسومی هیروساوا
کاتسومی هیروساوا (انگلیسی: Katsumi Hirosawa؛ زادهٔ ۱۰ آوریل ۱۹۶۲) بازیکن بیس‌بال اهل ژاپن است.
وی در مسابقات کشوری و بین‌المللی در مجموع برندهٔ ۱ مدال طلا شده‌است.